# Palooka (film)
Pour les articles homonymes, voir Palooka.

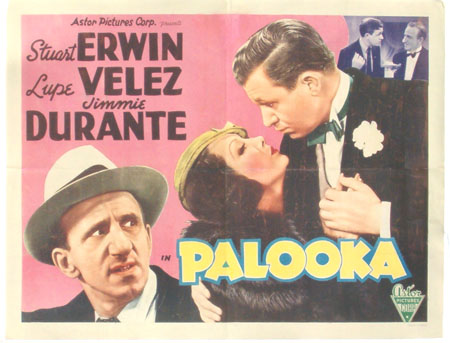
Affiche du film.

Palooka est un film américain pré-Code réalisé par Benjamin Stoloff, sorti en 1934. Il est adapté d'un comic strip de Ham Fisher.

## Synopsis
Joe Palooka est un jeune homme naïf dont le père Pete était un champion de boxe, dont le style de vie a poussé la mère de Joe, Mayme, à le quitter et à emmener le jeune Joe à la campagne pour l'élever. Mais lorsqu'un manager de boxe découvre le talent naturel de Joe, celui-ci décide de le suivre à la ville où il devient champion, et commence à suivre le chemin de débauche de son père, qui a notamment fréquenté la chanteuse de cabaret glamour et chasseuse de fortune Nina Madero.

## Fiche technique
- Réalisation : Benjamin Stoloff

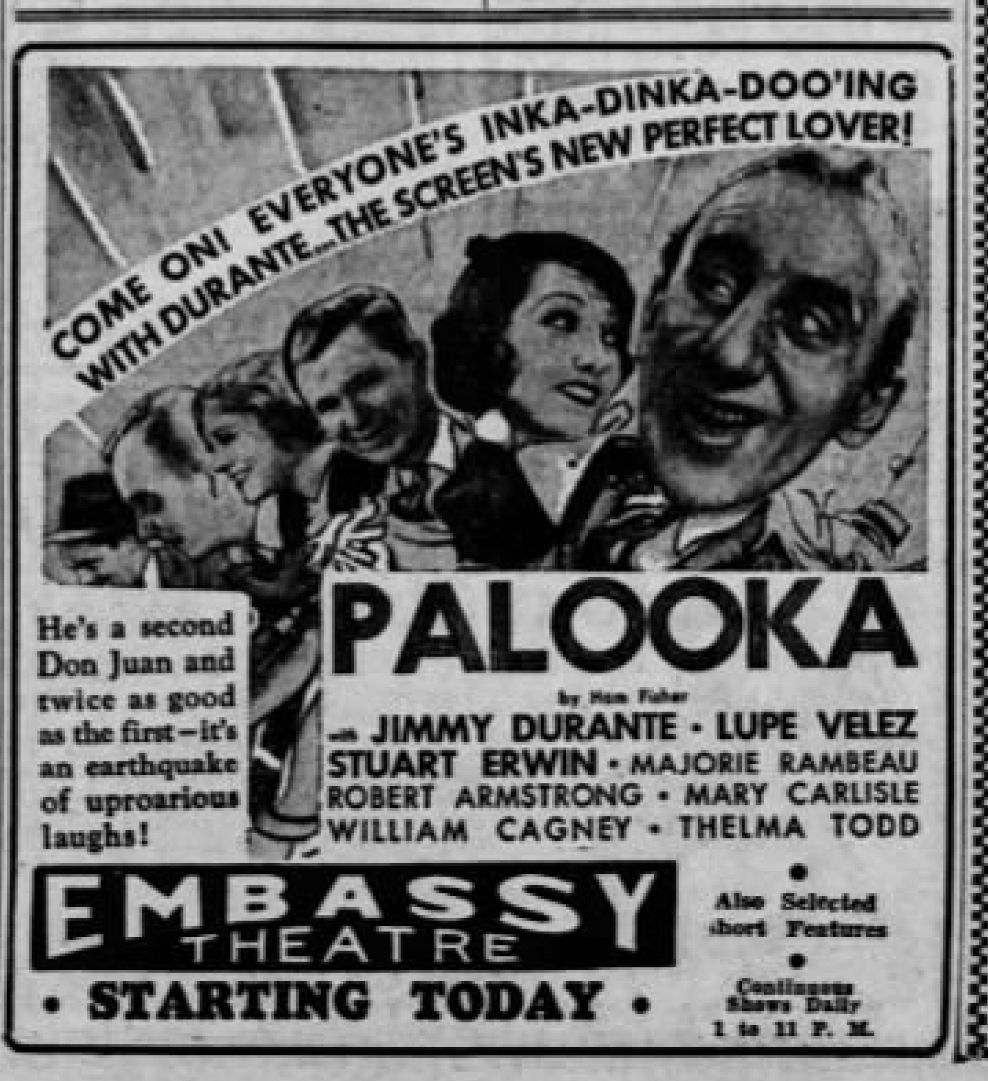
Annonce pour le film.

- Scénario : Jack Jevne, Arthur Kober, Gertrude Purcell d'après le comic strip Joe Palooka de Ham Fisher
- Producteurs : Edward Small, Harry M. Goetz
- Photographie : Arthur Edeson
- Montage : Grant Whytock
- Production : Reliance Picture Corporation
- Distributeur : United Artists
- Durée : 86 minutes
- Date de sortie : 26 janvier 1934

## Distribution
- Jimmy Durante : Knobby Walsh / Junior
- Lupe Vélez : Nina Madero
- Stuart Erwin : Joe Palooka
- Marjorie Rambeau : Mayme Palooka
- Robert Armstrong : Pete 'Goodtime' Palooka
- Mary Carlisle : Anne
- Thelma Todd : Trixie
- Gus Arnheim : Orchestra Bandleader
- Franklyn Ardell : Doc Wise
- Tom Dugan : Whitey, Joe's Trainer
- Louise Beavers : Crystal – Mayme's Housekeeper
- Fred 'Snowflake' Toones : Smokey
- William Cagney, frère de James Cagney : Al McSwatt
- Rolfe Sedan : Alphonse